# Antas (Espagne)
Pour les articles homonymes, voir Antas.
Antas est une commune d’Espagne, dans la province d'Almería, communauté autonome d'Andalousie.

## Géographie

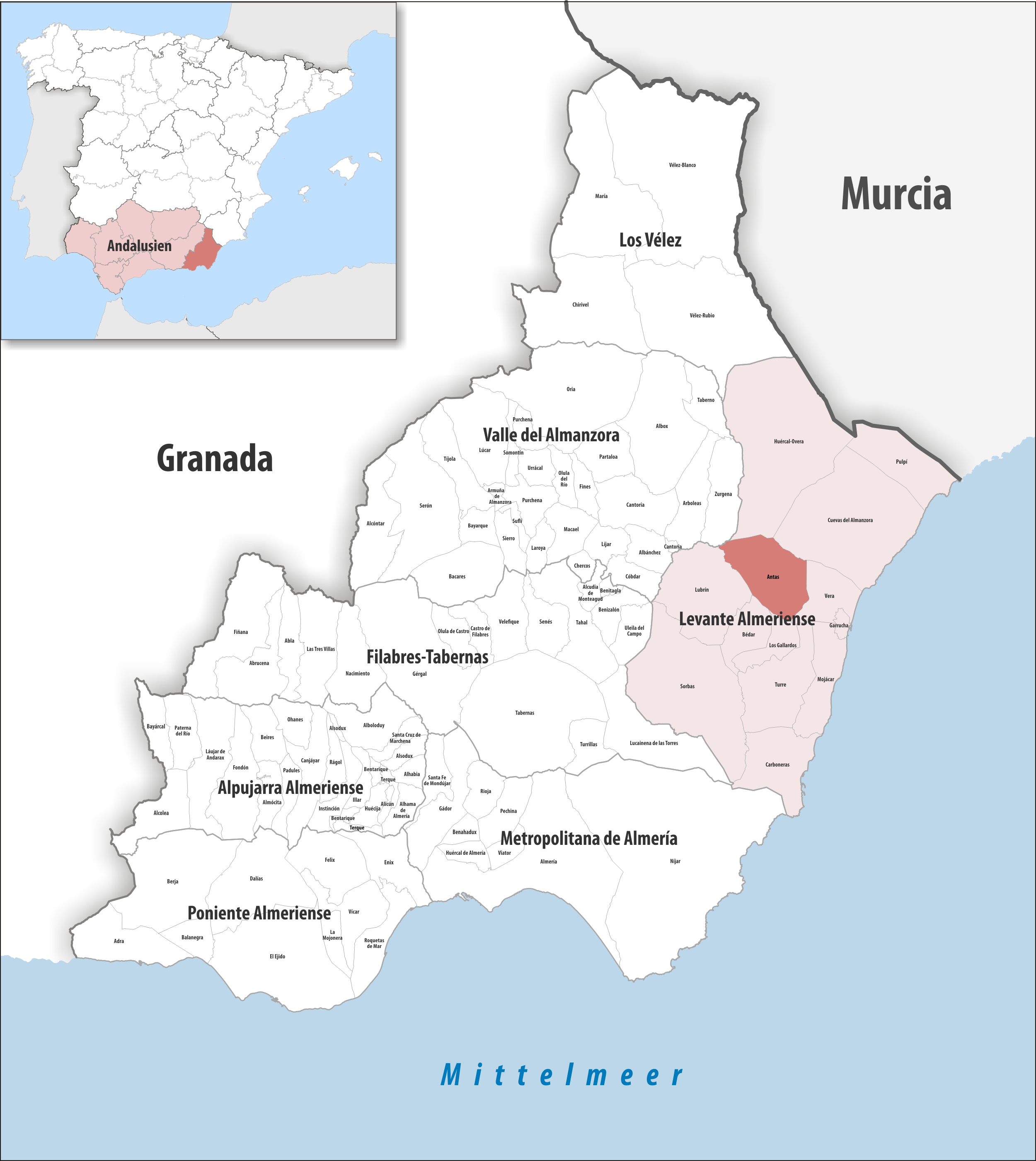
Antas dans la comarque Levante almeriense, province d'Almería / en Andalousie

### Localisation
La commune d'Antas se trouve dans le sud-est de l'Espagne, dans l'est de la province d'Almería et au centre de la comarque Levante almeriense.
Almería est à 87 km sud-ouest ;
Madrid à 523 km nord-nord-ouest ;
Gibraltar à 425 km sud-ouest (distances par route).

## Histoire

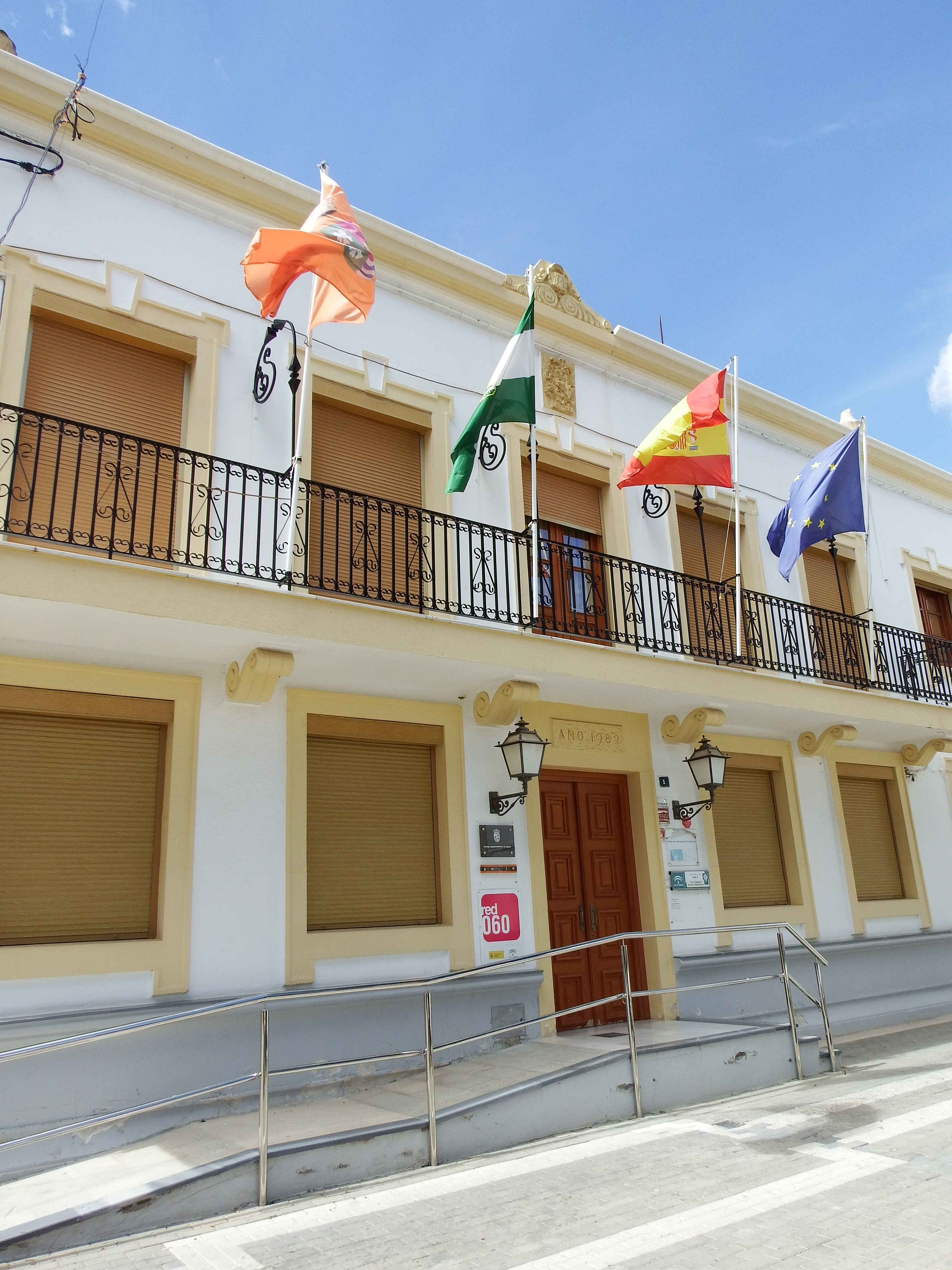
Mairie

Le site préhistorique d'El Argar est le site type de la culture d'El Argar, datée d'environ 2200 à 1400 av. J.-C. : c'est le début de la métallurgie du bronze dans la péninsule Ibérique, c'est-à-dire de l'Âge du bronze espagnol.

El Argar
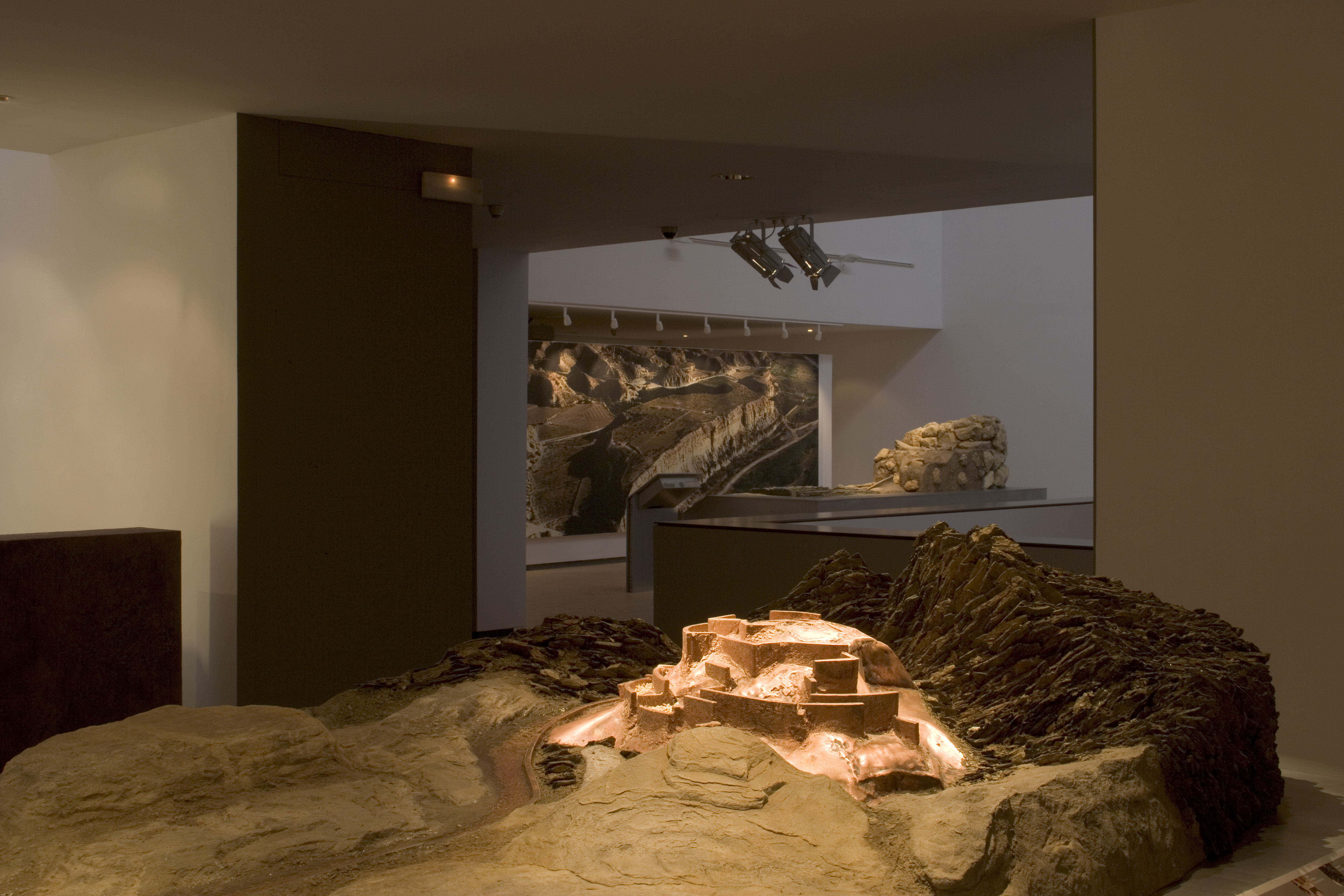
Maquette
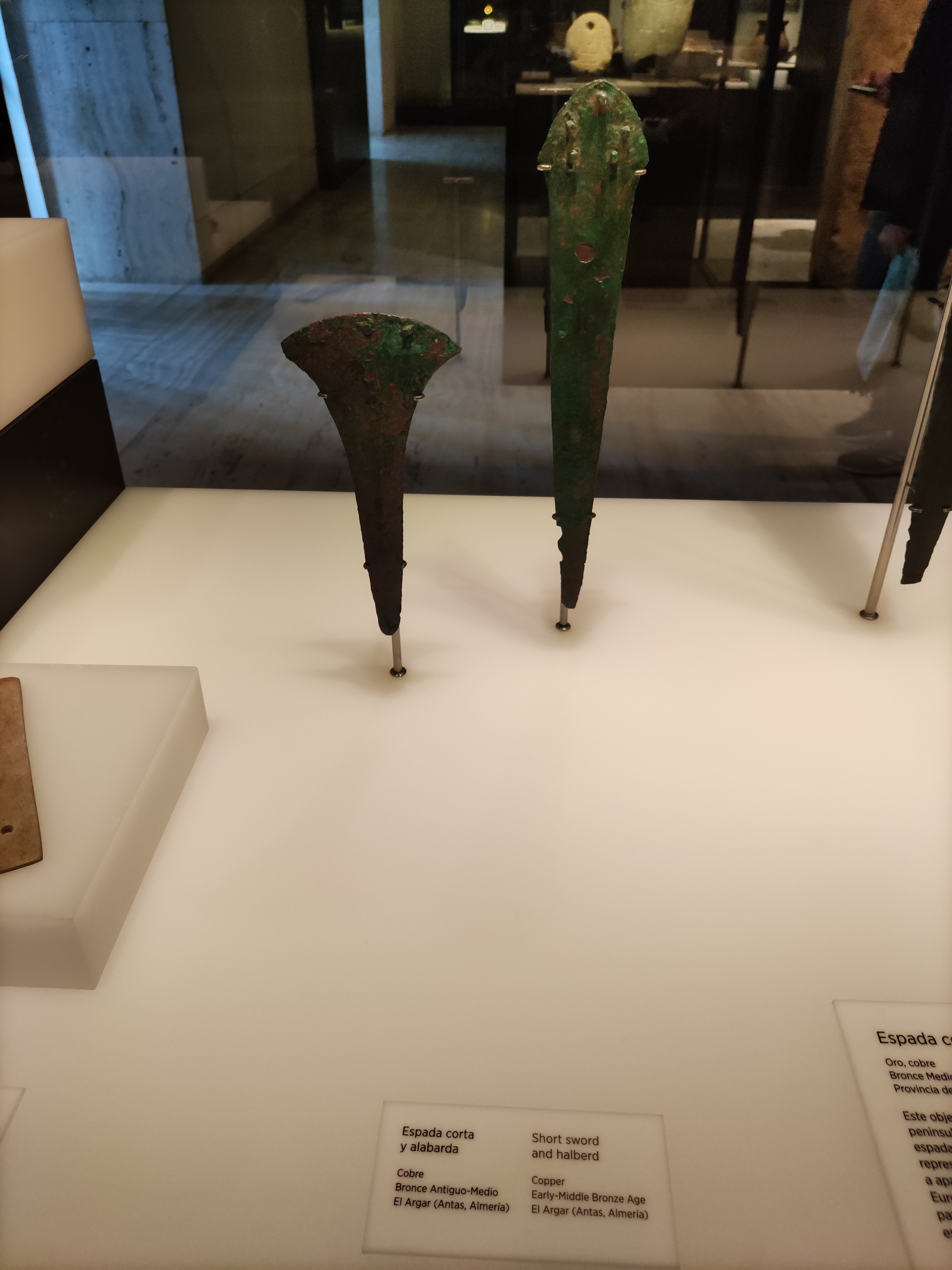
Hallebarde et épée courte en bronze. Bronze ancien-moyen
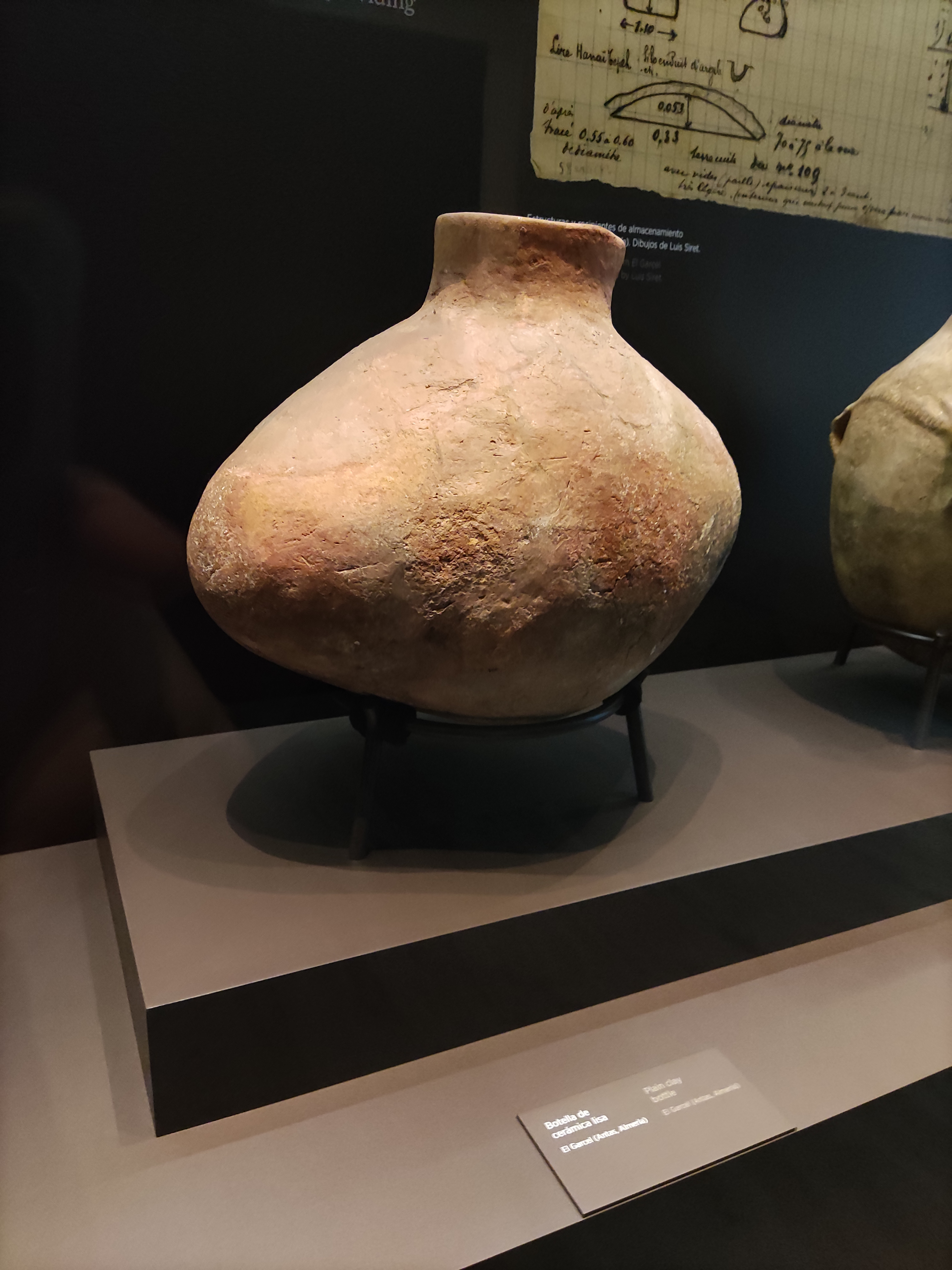
Jarre en terre lissée. Chalcolithique.
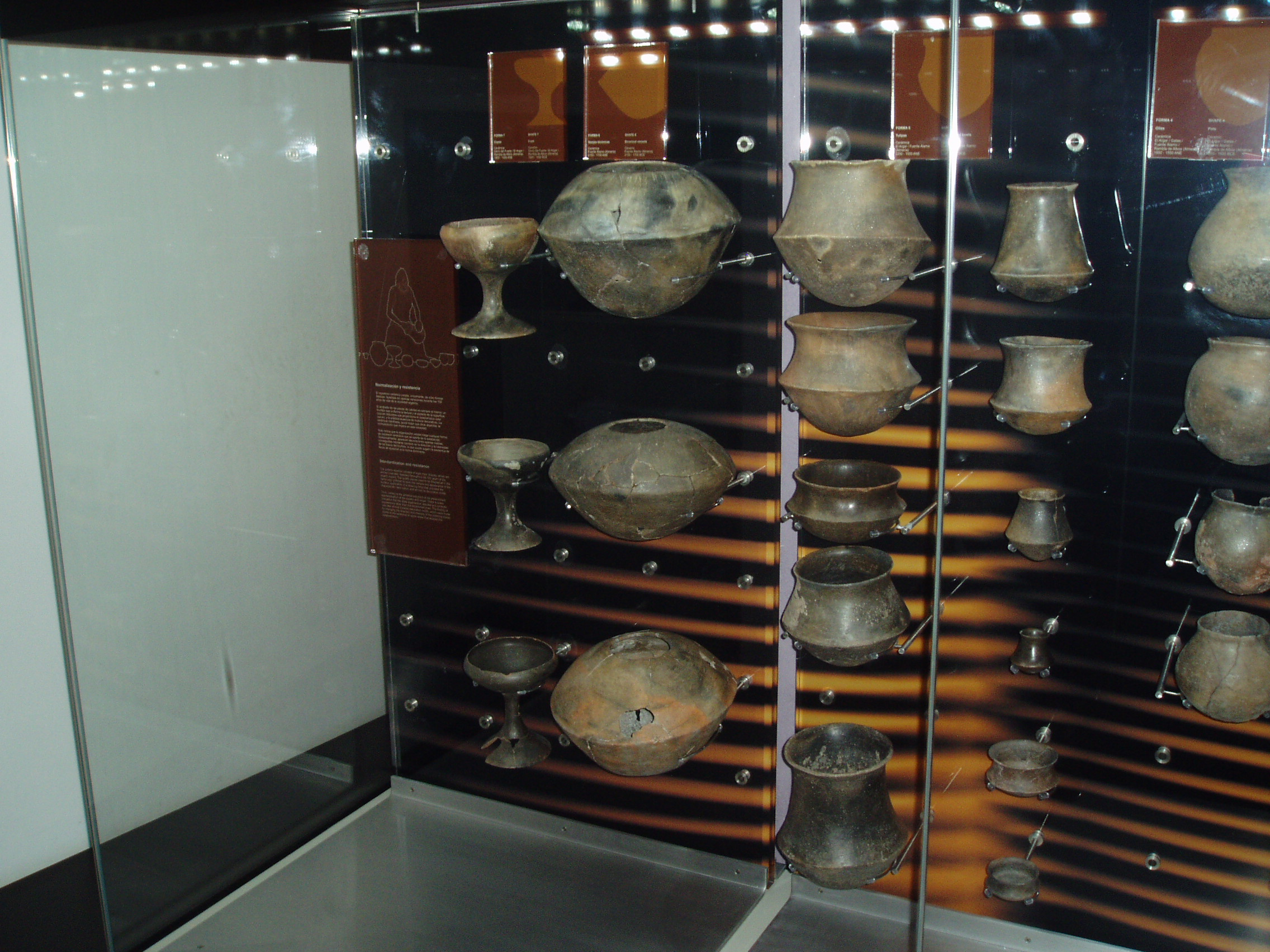
Céramique d'Argar
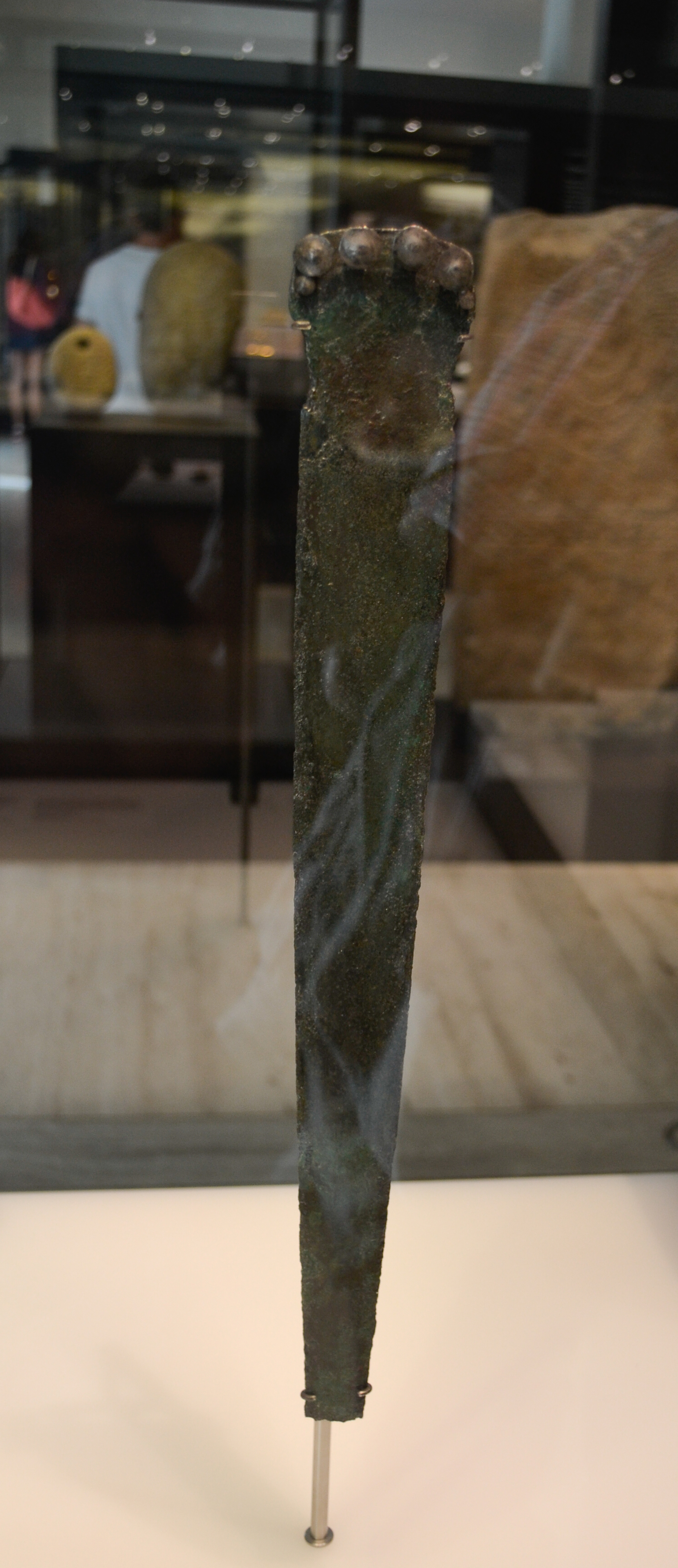
Couteau à rivets

## Administration
| Période                                  | Période | Identité | Étiquette | Qualité |
| ---------------------------------------- | ------- | -------- | --------- | ------- |
| N/A                                      | N/A     | N/A      | N/A       | Maire   |
| Les données manquantes sont à compléter. |         |          |           |         |

## Lieux et monuments
Il existe plusieurs carrières de pierre sur la commune : 
carrière "Esperanza" (environ 1 Mt/an, réserves de 15 M de m3), 
carrière "Isabel",
carrière "Irene",
carrière "Lisbona Berbel" (environ 1 Mt/an, réserves de 20 M de m3),
carrière "Marta II",
carrière "Ana Belén".
Au moins pour Lisbona Berbel et pour Esperanza – et probablement aussi pour les autres carrières proches – la pierre exploitée est une formation à base d'un dépôt calcaire (carbonate de calcium) qui a été soumis à des conditions de haute pression et de température ayant favorisé la recristallisation, ce qui a durci la pierre et l'a rendu apte à servir de sous-ballast,.

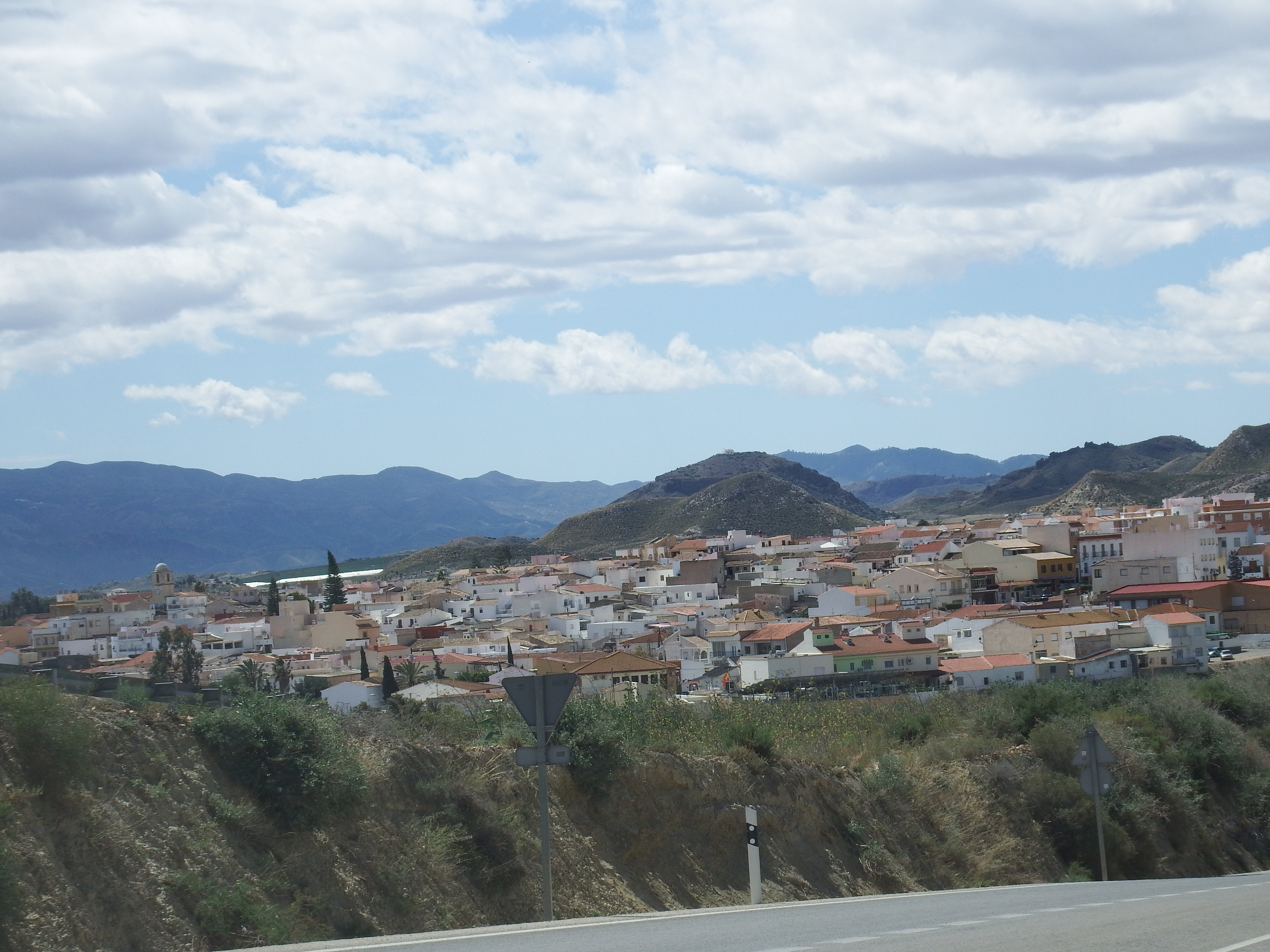
Antas et le Cabezo María
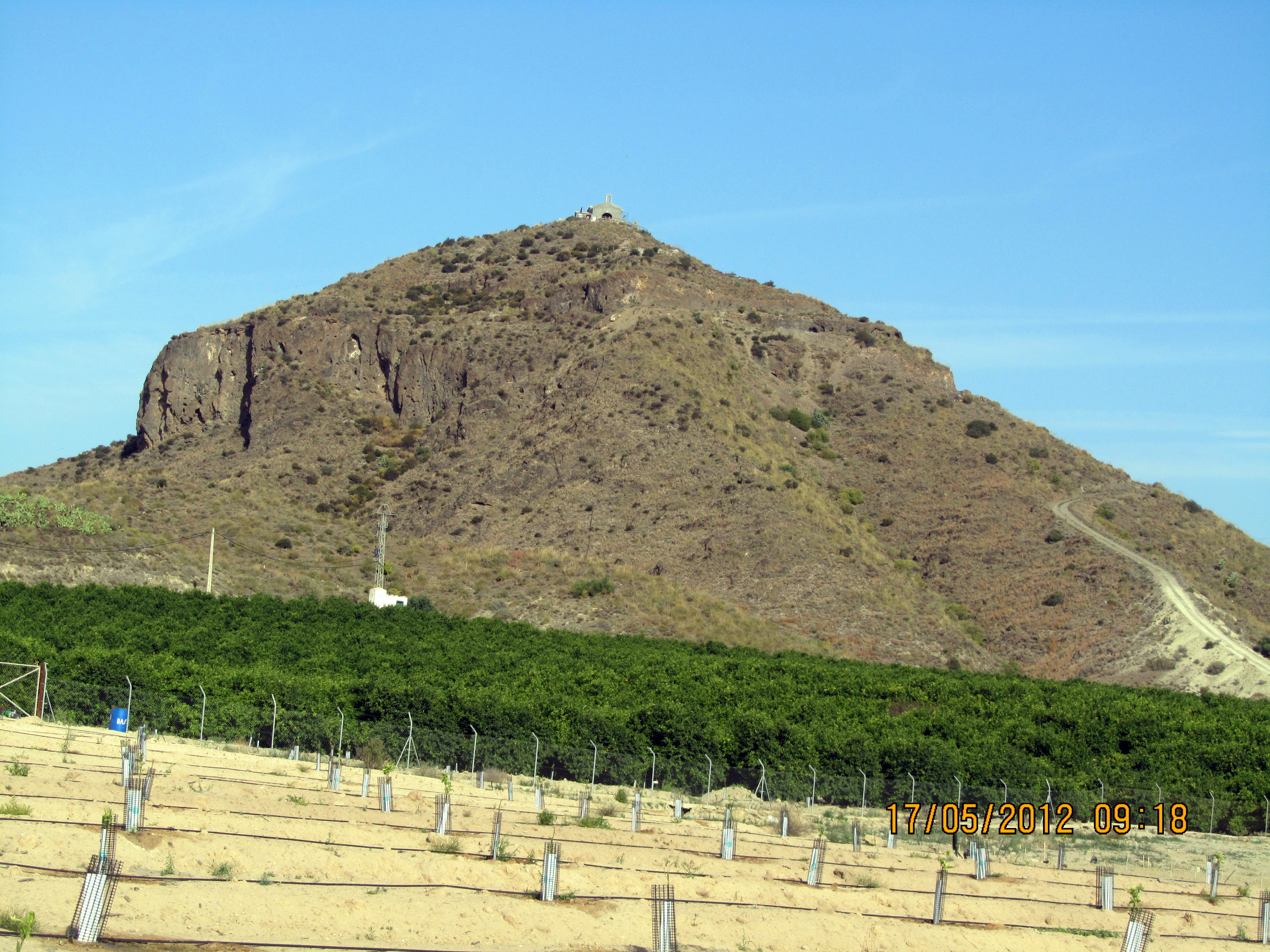
Cabezo María[n 1]
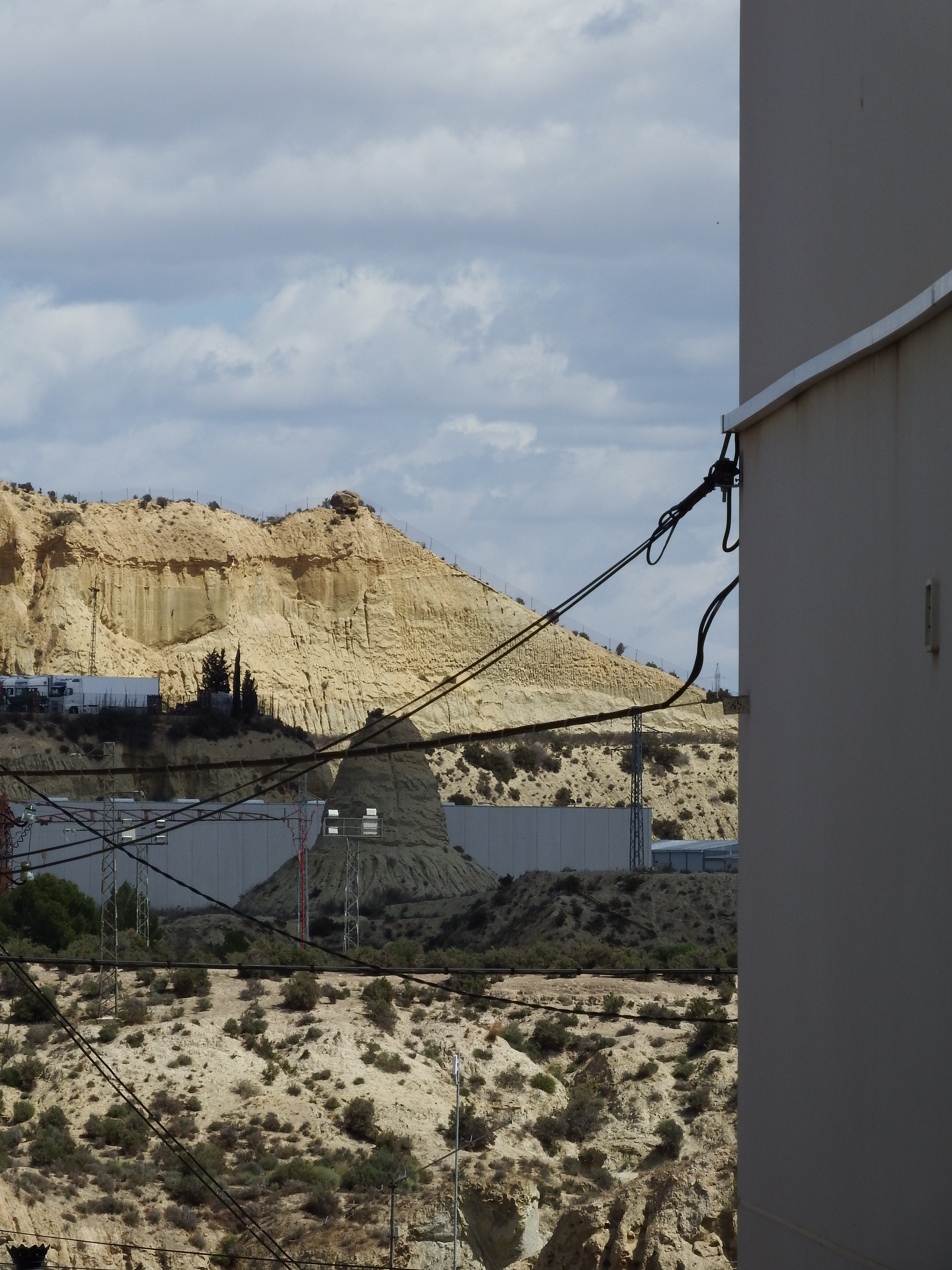
Carrière de pierre
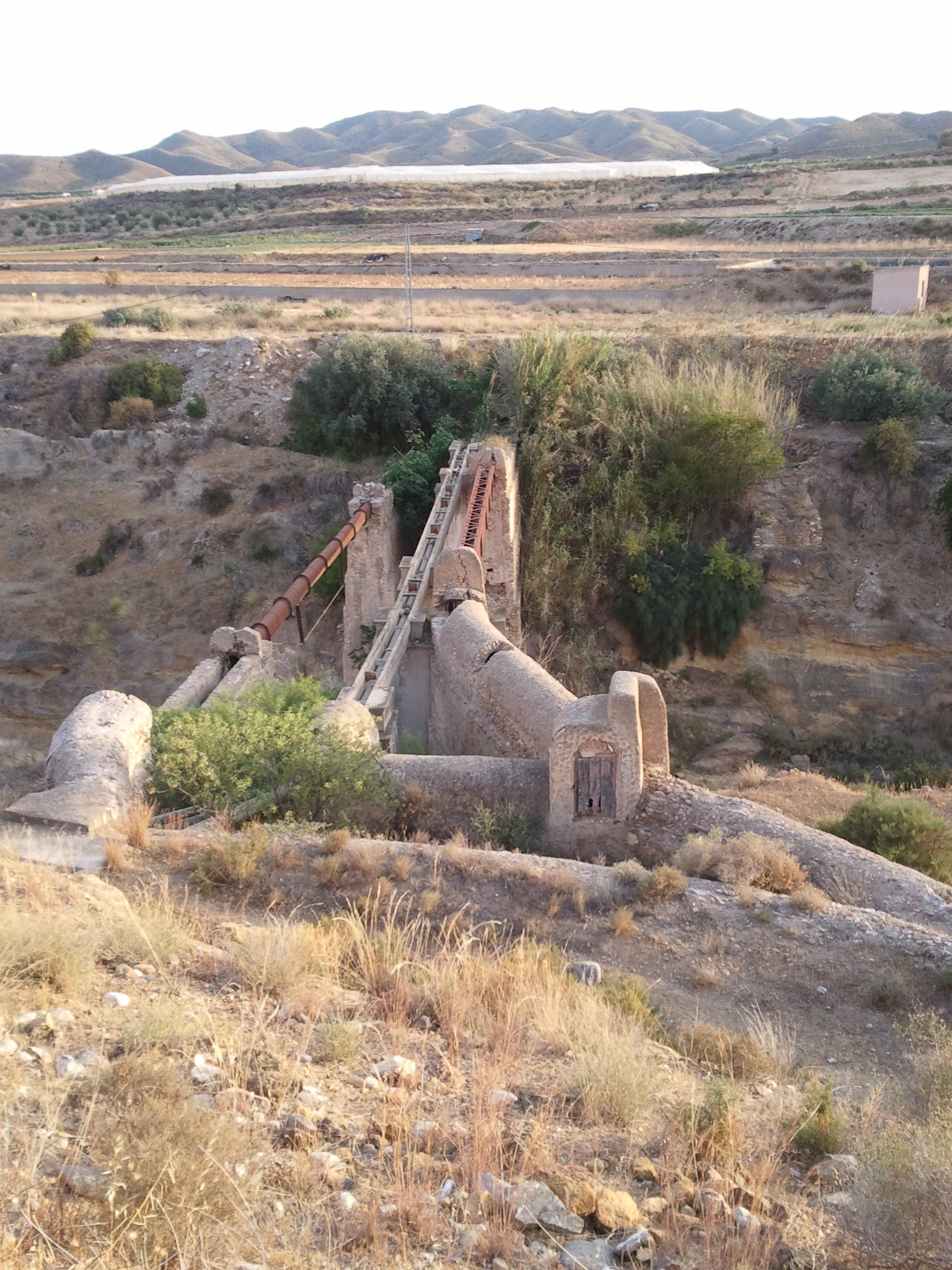
La Viga, 1884, approvisionnement en eau
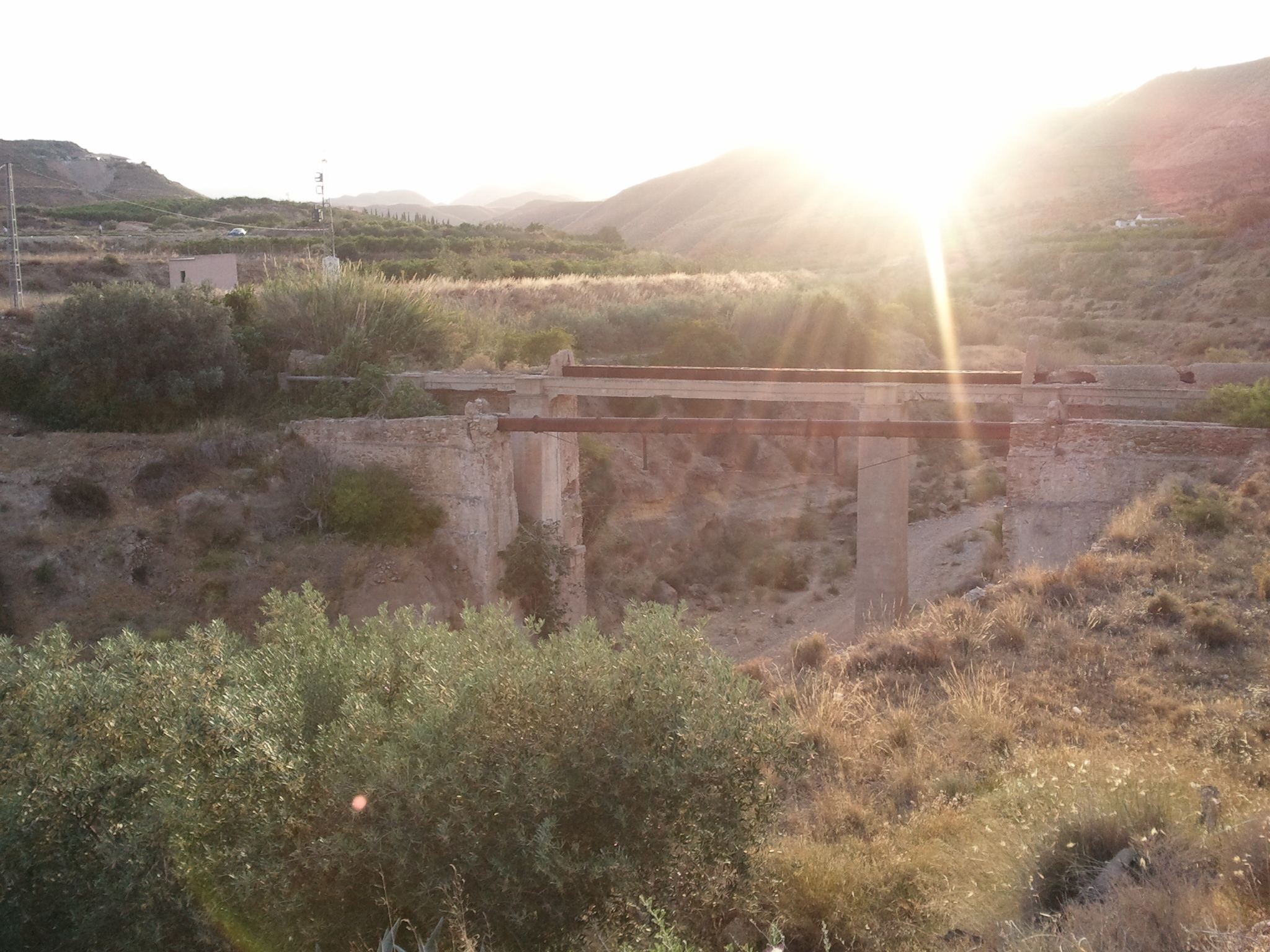
La Viga